# Cathinka Buchwieser

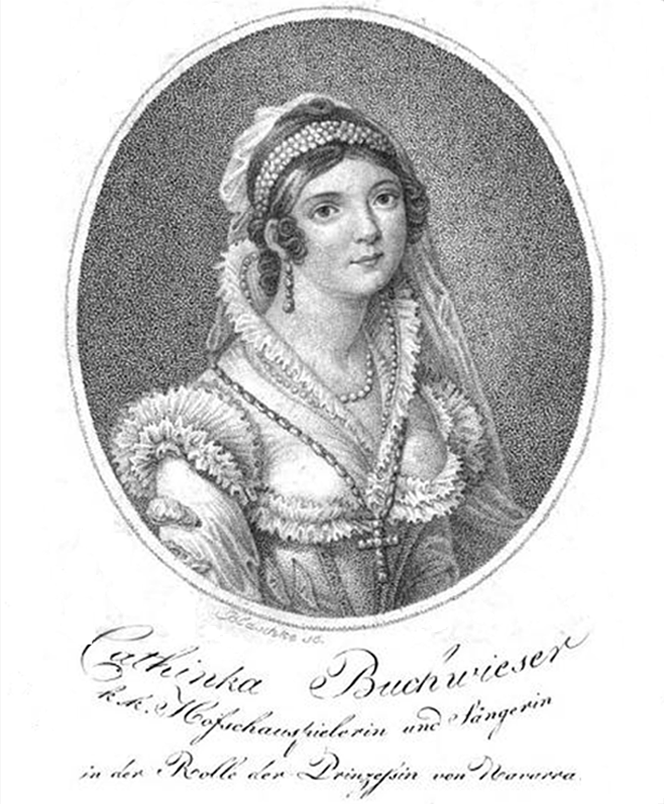
Cathinka Buchwieser als Prinzessin von Navarra im Theater an der Wien 1813

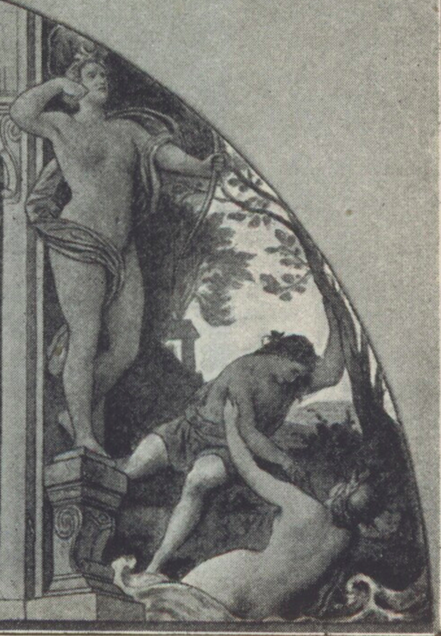
M. v. Schwind: Schubert-Lünette in der Wiener Hofoper (1869), links C. Buchwieser im Evas-Kostüm als Zürnende Diana

Katharina Buchwieser, später auch Cathinka oder Catinka, verheiratete Lacsny von Folkusfálva, (* 24. Mai 1789 in Koblenz; † 9. Juli 1828 in Wien) war eine deutsch-österreichische Opernsängerin (Sopran) und Schauspielerin.

## Leben
Sie wurde als Tochter des Komponisten und Kapellmeisters Balthasar Buchwieser geboren und debütierte um 1803 oder 1804 in Frankfurt a. M., u. a. gab sie eine Rolle in Peter von Winters Das unterbrochene Opferfest. Nach Wien kam sie 1806 und trat dort dann in der Hofoper und am Theater an der Wien vielfach auf, zum Beispiel in der Rolle der Oberpriesterin in Spontinis La Vestale. 1814 sang Buchwieser auch in Giacomo Meyerbeers Jugendoper Die beiden Kalifen.
1808 heiratete sie Karl Joseph Graf von Hrzan. Diese Ehe wurde nach Hrzans Verwicklung in allerlei Straftaten 1820 vom Kaiser für null und nichtig erklärt. Nach ihrer Hochzeit im Jahr 1821 mit Miklós Lacsny, einem Güterverwalter des Grafen Ferdinand Pálffy von Erdőd (1774–1840), trat sie nicht mehr auf der Bühne auf, sang aber noch in Konzerten.
Franz Schubert, der die Sängerin vermutlich durch deren ehemaligen Kollegen Johann Michael Vogl kannte und bei ihr etwa mit Johann Nepomuk Hummel und Ferdinand Hiller zusammentraf, widmete der Sängerin sowohl seine Lieder nach Gedichten von Johann Mayrhofer op. 36 (Die zürnende Diana, D 707 und Nachtstück, D 672) als auch sein Divertissement à l’hongroise D 818 (op. 54).